# Euploea lugens
Euploea lugens is een vlinder uit de familie Nymphalidae. De wetenschappelijke naam van de soort is voor het eerst geldig gepubliceerd in 1876 door Arthur Gardiner Butler.